# Dean Karlan

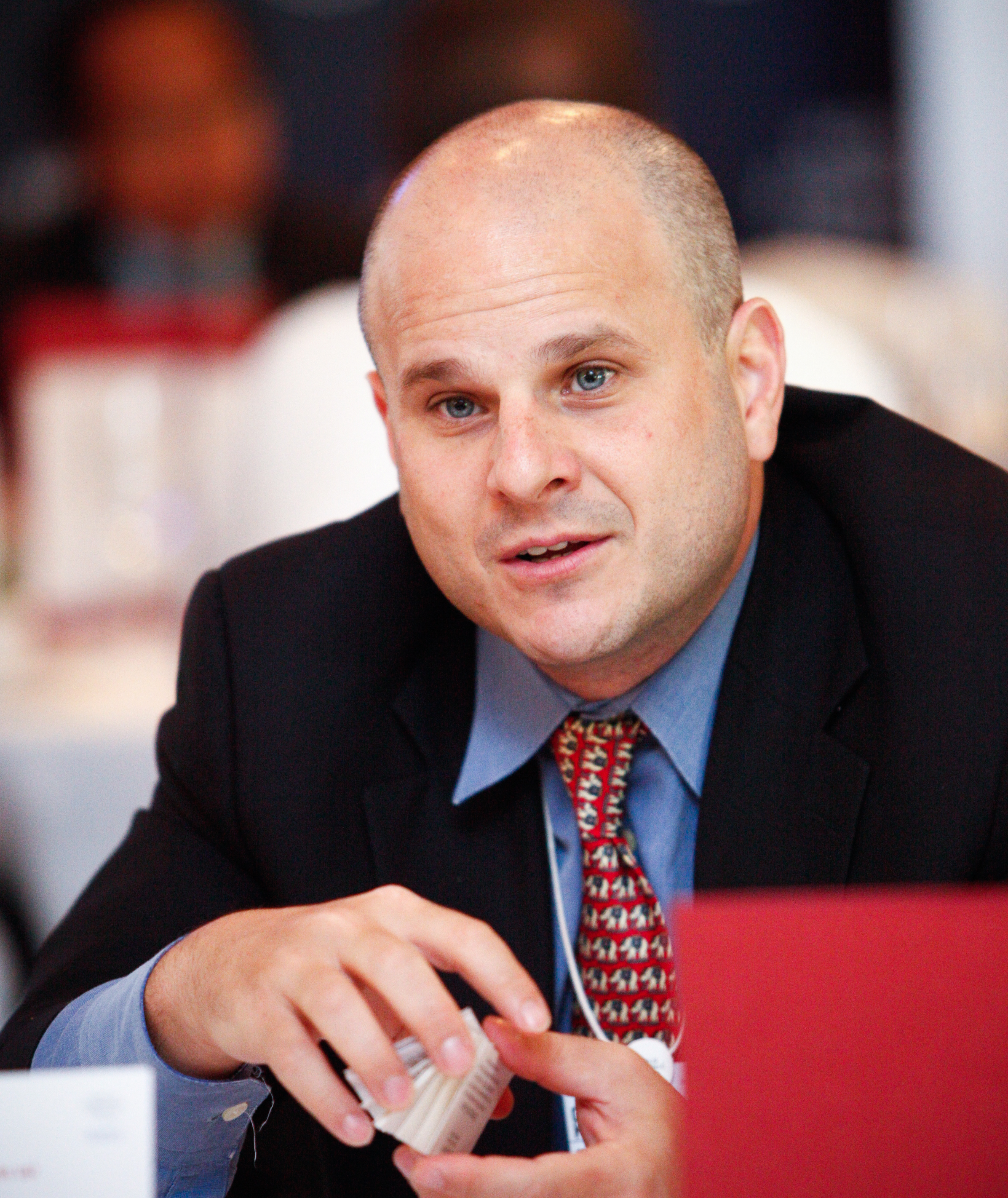
Dean Karlan, World Economic Forum 2011.

Dean Karlan es un economista del desarrollo estadounidense. Es profesor de economía en la Universidad de Yale,  colaborador en Abdul Latif Jameel Poverty Action Lab y presidente fundador de Innovaciones para la Acción de la pobreza (IPA). Junto con Jonathan Morduch y Sendhil Mullainathan, Karlan fue director de Iniciativa de Acceso Financiero (FAI).
Se doctoró en economía en el Massachusetts Institute of Technology, además estudió en la Universidad de Chicago, la Universidad de Virginia y la Duke University.